# Viktor Janoekovytsj
Viktor Fedorovytsj Janoekovytsj (Oekraïens: Віктор Федорович Янукович; Jenakijive, Oekraïne, 9 juli 1950) is een Oekraïens politicus. Hij was in de jaren 2002-2004 en 2005-2006 premier en van 25 februari 2010 tot 22 februari 2014 president van Oekraïne. Op 22 februari 2014 sprak een meerderheid van het Oekraïense parlement, de Verchovna Rada, uit dat Janoekovytsj niet langer in staat was zijn grondwettelijke taken uit te voeren en werden vervroegde presidentsverkiezingen uitgeschreven voor 25 mei 2014. Sinds 24 februari 2014 wordt Janoekovytsj door de Oekraïense overheid gezocht wegens 'massamoord op vreedzame (Euromaidan) demonstranten'. Op 26 februari 2014 liet de nieuwe procureur-generaal Oleh Machnitsky weten dat er een internationaal aanhoudingsbevel tegen Janoekovytsj was uitgevaardigd.

## Biografie
Janoekovytsj werd geboren in het Donetsbekken in een arbeidersgezin van Wit-Russische immigranten. Nadat hij wees was geworden, bracht hij zijn tienerjaren door bij zijn grootmoeder. In 1967 en 1970 werd hij wegens roof en geweldpleging tweemaal veroordeeld tot gevangenisstraffen. Vanaf 1969 werkte hij als gasinstallateur in een metaalfabriek en vanaf 1972 als elektricien bij een plaatselijk busbedrijf. In 1980 behaalde hij het diploma werktuigbouwkunde aan het Polytechnisch Instituut van Donetsk. Kort daarop werd hij lid van de CPSU en kreeg hij een managementfunctie in de transportsector, waarin hij snel zou opklimmen.
Zijn politieke carrière begon in augustus 1996, toen hij werd benoemd tot plaatsvervangend voorzitter van de administratie van de oblast Donetsk; in mei 1997 werd hij voorzitter. In 2001 studeerde hij vervolgens af aan de Oekraïense Academie voor Buitenlandse Handel als master in het internationaal recht en kort daarop verkreeg hij de titels doctor en professor. Op voordracht van president Leonid Koetsjma volgde hij op 21 november 2002 Anatolij Kinach op als premier van Oekraïne.
Er wordt veel gespeculeerd over Janoekovytsj' plotselinge bliksemcarrière, temeer daar uit later gepubliceerde, handgeschreven documenten blijkt dat hij zelfs zijn eigen titels en de naam van zijn vrouw niet zonder spelfouten kon schrijven. Zijn aanhangers zien het slechts als een combinatie van zijn eigen kwaliteiten en de protectie van ex-kosmonaut en parlementariër Georgi Beregovoi. Ook het feit dat hij vermoedelijk voor de KGB heeft gewerkt, kan een rol hebben gespeeld. Voor geen van deze veronderstellingen bestaat overigens enig bewijs.
Officieel was de eerste regering-Janoekovytsj de eerste echte coalitieregering, gesteund door een meerderheid van de Verchovna Rada, het Oekraïense parlement. In de praktijk was de benoeming van ministers toen nog exclusief voorbehouden aan de president. De regering verloor haar meerderheid in de zomer van 2004.
Janoekovytsj behoort tot een politieke stroming die nauwe betrekkingen onderhoudt met het zakenleven. Zijn aanhangers waren gegroepeerd in de zogenaamde "Partij van de Regio's" (Партія Регіонів), die de meeste steun genoot in Oost-Oekraïne. De politieke agenda van deze groep bestond uit decentralisatie, overheidssubsidies voor de noodlijdende industrie in het gebied en een goed sociaal vangnet. De laatste maanden voor de presidentsverkiezingen trok de regering veel geld uit voor sociale voorzieningen en pensioenen, hetgeen door sommige critici werd beschouwd als een gevaarlijke, populistische zet die de economische groei in gevaar bracht.
Ook streefden Janoekovytsj en zijn partij nauwere betrekkingen met Rusland en een officiële status voor de Russische taal na. In Zuid- en Oost-Oekraïne, waar een hoog percentage Russen woont en waar zelfs de meeste Oekraïners het Russisch als eerste taal hebben, bestond hiervoor veel steun. Gedurende de twee jaar van zijn premierschap ging Janoekovytsj een steeds meer anti nationalistische, antiwesterse en pro-Russische toon aanslaan, waarbij ook de West-Oekraïense regio's het moesten ontgelden.

## Presidentsverkiezingen 2004
Op 31 oktober 2004 liep officieel de ambtstermijn van president Leonid Koetsjma af. Bij de eerste ronde van de presidentsverkiezingen die op die dag plaatsvonden, nam Janoekovytsj het op tegen ongeveer vijfentwintig andere kandidaten, waarvan de kandidaat van de democratische oppositie, Viktor Joesjtsjenko, de belangrijkste was. Uiteindelijk won Joesjtsjenko de verkiezingen met een gering verschil: 39,87 % van de stemmen was voor Joesjtsjenko tegen 39,32 % voor Janoekovytsj. Van de resterende kandidaten behaalde niemand meer dan 6 % van de stemmen. In deze verkiezingen, die in het teken stonden van geweld, fraude en wederzijdse beschuldigingen, genoot Janoekovytsj de onofficiële steun van president Koetsjma, al had deze hem nooit officieel tot "kroonprins" benoemd. De staatsmedia besteedden vrijwel uitsluitend aandacht aan de campagne van Janoekovytsj en de onafhankelijke media werden in hun functioneren gedwarsboomd.
De tweede ronde van de verkiezingen vond plaats op 21 november 2004. Het werd opnieuw een nek-aan-nekrace tussen Janoekovytsj en Joesjtsjenko, die uiteindelijk met een klein verschil (ca. 49 % versus 47 %) door Janoekovytsj werd gewonnen. De oppositie legde zich echter niet bij deze uitslag neer en riep de bevolking op tot massale stakingen en demonstraties, een oproep waaraan door miljoenen gehoor werd gegeven: de Oranjerevolutie. Intussen stapelden de bewijzen zich op, dat de tweede ronde van de verkiezingen gepaard was gegaan met een grootschalige verkiezingsfraude. Op 3 december werd de uitslag door het Oekraïense hooggerechtshof ongeldig verklaard. Een hernieuwde tweede ronde, die plaatsvond op 26 december 2004, werd gewonnen door Joesjtsjenko, die uitkwam op 52,0 % van de stemmen, terwijl Janoekovytsj bleef steken op 44,2 %. Op 31 december kondigde Janoekovytsj zijn ontslag aan.

## Parlementsverkiezingen 2006
Op 26 maart 2006 deed hij mee aan de parlementsverkiezingen als lijsttrekker voor de Partij van de Regio's, die bij deze verkiezingen met 32,14 % van de stemmen als sterkste partij uit de bus kwam. Dit werd door veel analisten toegeschreven aan het conflict dat er na de Oranjerevolutie gerezen was tussen zijn tegenstanders Viktor Joesjtsjenko en Joelia Tymosjenko. Eerst probeerden de partijen van Joestsjenko en Tymosjenko samen met de sociaaldemocraten van Oleksandr Moroz nog tot een regeerakkoord te komen om Janoekovytsj buiten de macht te houden, maar na enkele maanden onderhandelingen bleken de tegenstellingen toch onoverbrugbaar te zijn. Moroz besloot toen Janoekovytsj te steunen. Nadat op 25 mei 2006 premier Joeri Jechanoerov het ontslag van zijn kabinet had ingediend, werd het nieuwe parlement beëdigd. Janoekovytsj had daarin zitting als fractievoorzitter van zijn partij.
Op 4 augustus 2006 werd door de president opnieuw Janoekovytsj aangewezen als premier. Zijn benoeming werd door het parlement goedgekeurd met 271 stemmen voor en 9 tegen. Na de vervroegde verkiezingen van 2007 werd hij opgevolgd door Joelia Tymosjenko (18 december 2007).

## President
Na de tweede ronde van de verkiezingen in 2010 behaalde Janoekovytsj de meeste stemmen. De stemming vond plaats op 7 februari 2010. Janoekovytsj won de verkiezingen van premier Joelia Tymosjenko. Op 25 februari 2010 werd Viktor Janoekovytsj beëdigd als president van Oekraïne. In zijn inaugurele rede zei hij dat het land aan het begin stond van een nieuw tijdperk en kampte met schulden, armoede, corruptie en een instortende economie.
Tussen 2010 en 2014 bouwde Janoekovytsj zijn presidentieel buitenverblijf in het dorp Novi Petrivtsi, ten noorden van Kiev. Het is een complex van 140 hectare met meerdere gebouwen.
In november 2013 weigerde Janoekovytsj, na druk vanuit Rusland, het associatieverdrag met de Europese Unie te ratificeren. Hij koos in plaats daarvan voor nauwere economische betrekkingen met Rusland. Hierop werd Oekraïne het toneel van grootschalige demonstraties, die aanvankelijk pro-Europa waren, maar in januari 2014 steeds meer het karakter kregen van een volksopstand tegen de regering van Janoekovytsj. Opnieuw werd er massaal op het Onafhankelijkheidsplein in Kiev gebivakkeerd, kwam het tot rellen en werden er regeringsgebouwen bestormd. De situatie escaleerde op 18 februari 2014, toen er bij gewelddadige confrontaties tussen binnenlandse troepen en demonstranten een revolutie uitbrak. Er werd daarbij gericht geschoten op burgers. Aanhangers van Janoekovytsj stelden achteraf dat hij nooit het bevel had gegeven om op de opstandelingen te schieten. De schoten zouden in werkelijkheid zijn gelost door tegenstanders van de president, om hem vervolgens de schuld in de schoenen te schuiven. 
In de dagen die volgden, werd er hevig gevochten, waarbij in totaal ruim honderd doden en honderden gewonden vielen. Op 21 februari 2014 kwam het tot een omslag, toen president Janoekovytsj uit Kiev verdween, om eerst naar Charkiv te vluchten, vervolgens naar de Krim en uiteindelijk naar Rusland. Op 22 februari 2014 werd hij door de Verchovna Rada uit zijn ambt gezet en een dag later werd parlementsvoorzitter Oleksandr Toertsjynov tot waarnemend president benoemd.
Janoekovytsj werd in januari 2019 door een Oekraïense rechtbank bij verstek veroordeeld tot dertien jaar gevangenisstraf wegens hoogverraad. Volgens de rechtbank had Janoekovytsj de Russen geholpen bij het annexeren van de Krim in maart 2014. Hij had Rusland namelijk om hulp gevraagd toen de protesten bleven doorgaan. De Russische regering greep dit verzoek aan als legitimatie om Russische troepen naar de Krim te sturen, hoewel Janoekovytsj achteraf ontkende dat dit zijn bedoeling was geweest.